# خمه‌دان
خمه‌دان روستایی از توابع بخش آبدان شهرستان دیر استان بوشهر در جنوب ایران.

## جمعیت
این روستا در دهستان سرمستان قرار دارد. جمعیت آن در سرشماری رسمی سالهای ۱۳۸۵ کمتر از ۳ خانوار بوده و در سرشماری سال ۱۳۹۵ خالی از سکنه گزارش شده‌است.